# Urby Emanuelson
Urby Emanuelson (Amsterdam, 16. lipnja 1986.) umirovljeni je nizozemski nogometaš surinamskog porijekla. 

## Karijera
Emanuelson je produk slavne Ajaxove omladinske škole u koju je stigao kao osmogodišnjak iz Voorlanda. Za prvu momčad Ajaxa debitirao je u sezoni 2004./05. na utakmici s AZ Alkmaarom odigranoj 10. travnja 2005. godine. S Ajaxom je osvojio tri nizozemska kupa. Tijekom igranja za Ajax nastupio je u 173 prvenstvene utakmice. Pritom je postigao 17 pogodaka. U siječnju 2011. pojačao je AC Milan s kojim je u sezoni 2010./11. osvojio talijansku Serie A. Na otvaranju sljedeće sezone postao je osvajačem talijanskog superkupa. U siječnju 2013. otišao je na polusezonsku posudbu u Fulham za koji je zabilježio 13 nastupa uz jedan pogodak.
S nizozemskom reprezentacijom do 21 godine osvojio je europsko prvenstvo u tom uzrastu. Tada je izabran u najbolju momčad natjecanja. Nastupao je i na Olimpijskim igrama 2008. u Pekingu. 
Za A reprezentaciju od 2006. godine odigrao je preko petnaest utakmica.
U siječnju 2016. godine je Nizozemac surinamskih korijena potpisao ugovor do kraja sezone s Hellas Veronom.

## Vanjske poveznice
- Profil na transfermarkt.de
- Profil na soccerway.com